# 自立安定一輪車
自立安定一輪車（じりつあんていいちりんしゃ）とは機械制御により自立安定性を備えた、地面に接する車輪を一つしか持たない車両。
地面に接する車輪を一つしか持たないと言う点では、一輪車の一種とも言える。

## 概要
近年、各国でパーソナルモビリティとして各国で開発が進められており、セグウェイに使用される倒立振子の原理で前後方向の安定性を自動的に維持するONEWHEEL i-1やRYNO、SBU V3やオムニ・ホイールを使用して横方向の安定性も維持するU3-Xやユニカブのような電動式の一輪車が開発されつつある。ロボットでもムラタセイコちゃんのようなロボットが開発されつつある。

## 主な自立安定一輪車

### ホンダ・U3-X
2009年9月24日に初公開。オムニホイールを備えていて横方向の安定性も維持する。横方向小径車輪を一輪状に並べている一輪車である。コンセプトモデル。

### ホンダ・ユニカブ
U3-Xの改良型で2012年に初公開。U3-Xのオムニホイール改良タイプを備えており、大口径車輪で前に進み、後部に横置きされた旋回用車輪で左右に旋回する二輪構成である。

### Ninebot One
Segway-ninebot社が販売、開発する。ハンドルを備えず、横方向のバランスは人間が維持する必要がある。
通常モデルのS/A/E/Cシリーズ、オフロードモデルのZシリーズを展開している。

### Inmotion V
Inmotion社が販売、開発する。ハンドルを備えず、横方向のバランスは人間が維持する必要がある。
V3のみ2輪が連結した形状であるが、ninebot oneやAirwhellと概ね同じ様な形状である。

### RYNO
電動式一輪車でRyno Motorsが開発、販売する。ハンドルを備えていて自転車のように人が横方向の安定性を維持する。

### SBU V3
ハンドルを備えない電動式一輪車。横方向の安定性は人がバランスをとる必要がある。

### ONEWHEEL i-1
ハンドルを備えていて自転車のように人が横方向の安定性を維持する。

### Solowheel
2011年4月にイギリスで発売されたハンドルを備えない電動式一輪車。横方向の安定性は人がバランスをとる必要がある。45分の充電で2時間利用可能で、登坂能力は傾斜15%までで、下り坂や減速時には回生ブレーキで充電する。イギリスでの販売価格は975ポンド。

## 日本における道路交通法による扱い
セグウェイ等と同様に、道路においては原動機付自転車または自動車扱いとなる。